# Irene Delroy
Irene Delroy, nata Josephine Sanders (Bloomington, 21 luglio 1900 – Ithaca, 14 giugno 1985), è stata un'attrice statunitense che, negli anni venti, prese parte a numerosi spettacoli musicali a Broadway.

## Biografia
Nata nell'Illinois nel 1900, Irene Delroy debuttò a Broadway nel 1920 nello spettacolo musicale Frivolities of 1920. Si avvicinò anche al cinema già nel 1921, con una pellicola prodotta dalla Cosmopolitan Productions, The Inside of the Cup, il cui soggetto era tratto da un romanzo di Winston Churchill. Negli anni venti, lavorò essenzialmente a teatro. Dopo una pausa di alcuni anni, ritornò al cinema negli anni trenta.
Nella sua breve carriera cinematografica, il suo nome appare nel cast di sei film, l'ultimo dei quali fu girato nel 1937.
Irene Delroy è morta a Ithaca, nello Stato di New York, il 14 giugno 1985 poco prima di compiere ottantacinque anni.

## Filmografia
La filmografia è completa

### Attrice
- The Inside of the Cup, regia di Albert Capellani (1921)
- Oh, Sailor Behave, regia di Archie Mayo (1930)
- The Life of the Party, regia di Roy Del Ruth (1930)
- Divorce Among Friends, regia di Roy Del Ruth (1930)
- Men of the Sky, regia di Alfred E. Green (1931)
- Sound Defects, regia di Roy Mack (1937)

### Film o documentari con Irene Delroy
- An Intimate Dinner in Celebration of Warner Bros. Silver Jubilee, regia di John G. Adolfi (1930)

## Spettacoli teatrali
- Frivolities of 1920 (Broadway, 8 gennaio 1920-28 febbraio 1920)
- The Greenwich Village Follies [1923] (Broadway, 20 settembre 1923- gennaio 1924)
- Vogues of 1924 (Broadway, 27 marzo 1924-12 luglio 1924)
- Round the Town (Broadway, 21 maggio 1924-31 maggio 1924)
- The Greenwich Village Follies [1925]  (Broadway 24 dicembre 1925 - maggio 1926
- Ziegfeld Follies of 1927 (Broadway, 16 agosto 1927 - 7 gennaio 1928)
- Here's Howe (Broadway, 1º maggio 1928-30 giugno 1928)
- Follow Thru (Broadway, 9 gennaio 1929-21 dicembre 1929)
- Top Speed (Broadway, 25 dicembre 1929-22 marzo 1930)